# Agostino da Siena

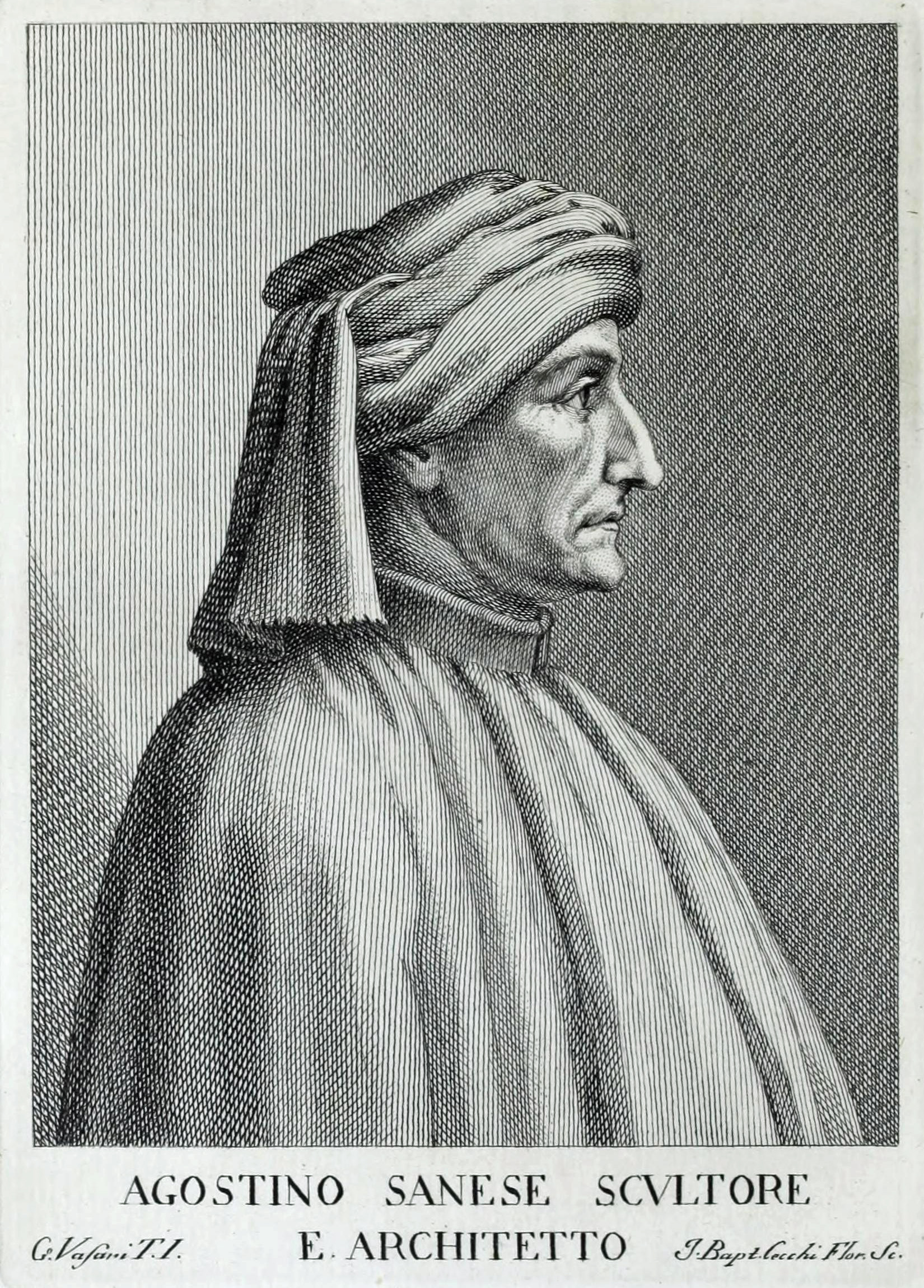
Retrao de Agostino da Siena.

Agostino y Agnolo da Siena fueron escultores y arquitectos  italianos de la primera mitad del siglo XIV. Se les considera hermanos Della Valle, aunque otros autores lo niegan. Lo cierto es que estudiaron juntos bajo el magisterio de Giovanni Pisano, y en el año 1317 ambos fueron designados arquitectos de su ciudad natal, para la que diseñaron la  Porta Romana, la iglesia y el convento de San Francisco de Asís y otros edificios. Bajo la recomendación del célebre Giotto di Bondone, quien los consideraba los mejores escultores de la época, realizaron el año 1330 la tumba del obispo Guido Tarlati en la Catedral de Arezzo, que Giotto había diseñado. Fue considerada una de las obras artísticas más perfectas del siglo XIV, pero fue hundida por los franceses bajo las órdenes del Duque de Anjou.
- Datos: Q395759
- Multimedia: Agostino di Giovanni / Q395759